# فرد توماس (لاعب كرة قدم أمريكية)
فرد توماس (بالإنجليزية: Fred Thomas)‏ هو لاعب كرة قدم أمريكية أمريكي، ولد في 11 سبتمبر 1973 في بروس في الولايات المتحدة.

## وصلات خارجية
- فرد توماس على موقع مرجع كرة القدم المحترفة.كوم (الإنجليزية)